# Josefina Aldecoa
Josefa Rodríguez Álvarez (La Robla, 8 de març de 1926 - Mazcuerras, 16 de març de 2011), coneguda com a Josefina Aldecoa, fou una escriptora i pedagoga espanyola, directora del Colegio Estilo. Va estar casada amb l'escriptor Ignacio Aldecoa, de qui adoptà després de la seua mort el cognom per a la seva carrera literària.

## Biografia
De família de mestres –la seva mare i la seva àvia eren mestres que participaven de la ideologia de la Institución Libre de Enseñanza, institució que va nàixer a finals del segle xix amb la idea de renovar l'educació en Espanya–, va viure a Lleó, on formà part d'un grup literari que produí la revista de poesia Espadaña. Es traslladà a Madrid el 1944, on estudià Filosofia i Lletres i es doctorà en Pedagogia per la Universitat de Madrid sobre la relació infantil amb l'art, tesi que després publicaria amb el títol El arte del niño (1960). Durant els seus anys d'estudi a la facultat, entrà en contacte amb part d'un grup d'escriptors que després van formar part de la Generació del 50: Carmen Martín Gaite, Rafael Sánchez Ferlosio, Alfonso Sastre, Jesús Fernández Santos i Ignacio Aldecoa, amb qui es casà el 1952 i del qui va prendre el seu cognom –però sols després del seu enviudament el 1969, deixant la R. de Rodríguez (Josefina R. Aldecoa)– i amb el qual ha tingut una filla. Va traduir per a la Revista Española –dirigida per Ignacio Aldecoa, Rafael Sánchez Ferlosio i Alfonso Sastre– el primer conte publicat a Espanya de Truman Capote.
El 1959 fundà en Madrid el Colegio Estilo –que va ser per a ella la seva gran obra–, situat a la zona d'El Viso, Madrid, inspirant-se en les idees abocades en la seva tesi de pedagogia, en els col·legis que havia vist a Anglaterra i els Estats Units i en les idees educatives del Krausisme, base ideològica de la Institución Libre de Enseñanza: "Volia alguna cosa molt humanista, donant molta importància a la literatura, les lletres, l'art, un col·legi que fos molt refinat culturalment, molt lliure i que no es parlés de religió, coses que aleshores eren impensables en la major part dels centres del país", i publicà el 1961 la col·lecció de contes A ninguna parte. A Los niños de la guerra (1983) va fer una crònica de la seva generació il·lustrada per semblança, biografies i comentaris literaris sobre deu narradors sorgits als anys 50.

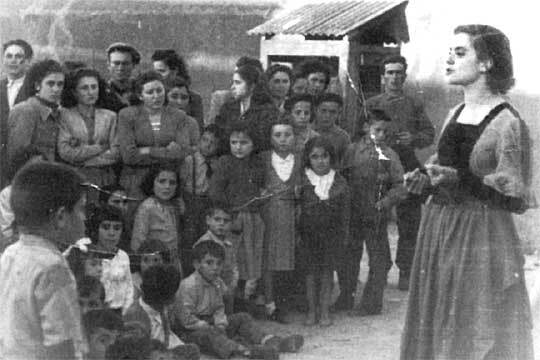
Josefina Aldecoa en una representació de les Missions Pedagògiques

El 1969 va morir el seu marit i romangué 10 anys en els quals abandonà l'escriptura i es dedicà a la docència, fins que el 1981 publicà una edició crítica d'una selecció de contes d'Ignacio Aldecoa. Continuà la seva activitat literària amb novel·les com Los niños de la guerra (1983), La enredadera (1984), Porque éramos jóvenes (1986) o El vergel (1988). El 1990 va iniciar una trilogia de contingut autobiogràfic amb la novel·la Historia de una maestra (1990), Mujeres de negro (1994) i La fuerza del destino (1997), parcialment en resposta al discurs polític durant els anys posteriors a la dictadura sobre com reconstruir el sistema educatiu, el que no considerava prou laic.
El 1998 va escriure l'assaig Confesiones de una abuela, en què abordava la relació i les experiències viscudes amb el seu net. El 2000 publicà Fiebre, una antologia de contes escrits entre 1950 i 1990. I el 2002, El enigma, novel·la de tema amorós.
El 2004 obtingué el Premio Castilla y León de las Letras. El 2005 publicà La casa gris, una obra que va escriure quan tenia 24 anys, en la qual narra, en forma de novel·la protagonitzada per Teresa, la seva vida a Londres, reflectint la diferència entre Espanya i Europa als anys 50. El 2008 publicà Hermanas, la seva última novel·la
Va morir el 16 de març de 2011 a Mazcuerras, Cantàbria, a causa d'una insuficiencia respiratòria.

## Obra
- El arte del niño (1960)
- A ninguna parte (1961)
- Los niños de la guerra (1983)
- La enredadera (1984)
- Porque éramos jóvenes (1986)
- El vergel (1988)
- Cuento para Susana (1988)
- Historia de una maestra (1990)
- Mujeres de negro (1994)
- Ignacio Aldecoa en su paraíso (1996)
- Espejismos (1996), cuento en Madres e hijas. Laura Freixas (Ed.)
- La fuerza del destino (1997)
- Confesiones de una abuela (1998)
- Pinko y su perro (1998)
- El mejor (1998), cuento en Cuentos de fútbol II. Jorge Valdano (Ed.)
- La rebelión (1999), cuento en Mujeres al alba.
- El desafío (2000), cuento en Cuentos solidarios 2.
- Fiebre (2001)
- La educación de nuestros hijos (2001)
- El enigma (2002)
- En la distancia (2004)
- La Casa Gris (2005)
- Hermanas (2008)